# Ban Bí thư Ban Chấp hành Trung ương Đảng Cộng sản khóa IX (1920–1921)
Ban Bí thư Ban Chấp hành Trung ương Đảng Cộng sản Nga khóa IX (1920-1921) được bầu tại Hội nghị Trung ương lần thứ nhất của Ban chấp hành Trung ương Đảng Cộng sản Nga (Bolsheviks) khóa IX được tổ chức ngày 5/4/1920.

## Ủy viên
| Tên (sinh–mất)                     | Bắt đầu  | Kết thúc  | Thời gian | Ghi chú                                           |
| ---------------------------------- | -------- | --------- | --------- | ------------------------------------------------- |
| Nikolay Krestinsky (1883–1938)     | 5/4/1920 | 16/3/1921 | 345 ngày  | Bầu Bí thư trách nhiệm tại Hội nghị lần thứ nhất. |
| Yevgeni Preobrazhensky (1886–1937) | 5/4/1920 | 16/3/1921 | 345 ngày  | —                                                 |
| Leonid Serebryakov (1890–1937)     | 5/4/1920 | 16/3/1921 | 345 ngày  | —                                                 |